# Kentstown
Kentstown är en ort i republiken Irland. Den ligger i den nordöstra delen av landet, 40 km nordväst om huvudstaden Dublin. Kentstown ligger 57 meter över havet och antalet invånare är 1 099.
Terrängen runt Kentstown är platt. Runt Kentstown är det ganska glesbefolkat, med 47 invånare per kvadratkilometer. Närmaste större samhälle är Drogheda, 15,5 km nordost om Kentstown. Trakten runt Kentstown består i huvudsak av gräsmarker.